# フシャスラ・ワルヤ
フシャスラ・ワルヤ (Χšaθra Vairya) は、ゾロアスター教において崇拝される善神アムシャ・スプンタの一柱。
その名はアヴェスター語で「望ましき王国」あるいは「善き統治」を意味する。パフラヴィー語ではシャフレワル (Šahrevar)、現代ペルシア語では シャフリーヴァル (Šahrîvar) と呼ばれる。
アフラ・マズダーによる理想的統治を神格化したものと考えられる。また、悪神サルワ（無秩序）の敵対者である。
スプンタ・マンユが創造した、世界の七つの要素のうちの鉱物の守護神。最後の審判の際には、灼熱の溶鉱で世界を焼き尽くし、浄化するとされる。
また、後世の神学では天空の神とされるが、これは天空が鉱物で出来ているとする古代イランの世界観に基づく。